# ブレイクランアウト
ブレイクランアウト（欧字名:Break Run Out、2006年4月27日 - ）は、日本の競走馬、種牡馬。主な勝ち鞍に2009年の共同通信杯。
馬名の意味は、「ビリヤードで全ての球をノーミスで落とすこと」。

## 競走馬時代

### 2歳時（2008年）
7月27日、岩田康誠を鞍上に新潟競馬場でデビュー。3番人気に支持され、レースでは4馬身差で完勝する。その後は秋を見据えて水野馬事センターに放牧に出された。
3か月の休養を経て10月25日、東京のいちょうステークスに出走も直線での不利が応えて4着に敗れる。11月22日の東京スポーツ杯2歳ステークスからは鞍上が武豊に替わる。レースでは外から追い込むも2着に競り負ける。続く12月21日中山の朝日杯フューチュリティステークスでは早めに動くがセイウンワンダーの3着となった。なお、レース後は厩舎で調整された。

### 3歳時（2009年）
初戦は2月8日の共同通信杯。ここも1番人気に支持され、今度は快勝。初の重賞制覇を飾った。その後は放牧に出さず厩舎で調整され、5月10日のNHKマイルカップに直行した。いちょうステークスから5戦連続での1番人気で推された。道中は中団後方外目を追走しレースを進め、そのまま直線に向いたが伸び切れず9着に敗れた。続く5月31日の東京優駿では武豊がリーチザクラウンに騎乗するため、藤田伸二を新たに迎えた。レースは不良馬場に終始後方のまま15着と大敗した。その後、自厩舎で調整し、秋緒戦は9月12日の朝日チャレンジカップに出走。中団からレースを進め、最後の直線でキャプテントゥーレとの激しい競り合いとなったが、クビ差の2着に敗れた。続く10月25日の菊花賞では見せ場がなく16着と大敗した。

### 4歳時（2010年）
1年の休養を経て10月23日の富士ステークスに出走。中団からレースを進めたが、またしても直線前が詰まって手綱を引く不利があり、立て直して差を詰めるも5着に敗れた。レース後に右前浅屈腱不全断裂を発症していることが判明、競走能力喪失と診断されたため、11月5日付で競走馬登録を抹消。

## 競走成績
| 年月日 | 年月日 | 年月日 | 競馬場 | 競走名       | 格     | 頭数 | 枠番 | 馬番 | オッズ （人気） | オッズ （人気） | 着順 | 騎手     | 斤量 | 距離（馬場）  | タイム （上り3F） | タイム 差 | 勝ち馬/（2着馬）       |
| 2008   | 7.     | 27     | 新潟   | 2歳新馬      |        | 18   | 8    | 18   | 5.5             | （3人）         | 1着  | 岩田康誠 | 54   | 芝1600m（良） | 1.35.4 (33.4)     | -0.7      | （ミッキーペトラ）     |
|        | 10.    | 25     | 東京   | いちょうS    | OP     | 12   | 4    | 4    | 1.7             | （1人）         | 4着  | 岩田康誠 | 54   | 芝1600m（良） | 1.35.2 (34.6)     | 0.2       | ダノンカモン           |
|        | 11.    | 22     | 東京   | 東スポ杯2歳S | JpnIII | 14   | 2    | 2    | 2.1             | （1人）         | 2着  | 武豊     | 55   | 芝1800m（良） | 1.47.7 (33.4)     | 0.0       | ナカヤマフェスタ       |
|        | 12.    | 21     | 中山   | 朝日杯FS     | JpnI   | 16   | 3    | 5    | 4.3             | （1人）         | 3着  | 武豊     | 55   | 芝1600m（良） | 1.35.2 (35.1)     | 0.1       | セイウンワンダー       |
| 2009   | 2.     | 8      | 東京   | 共同通信杯   | GIII   | 15   | 3    | 5    | 2.8             | （1人）         | 1着  | 武豊     | 56   | 芝1800m（良） | 1.47.3 (33.6)     | -0.3      | （トーセンジョーダン） |
|        | 5.     | 10     | 東京   | NHKマイルC   | GI     | 18   | 8    | 16   | 3.3             | （1人）         | 9着  | 武豊     | 57   | 芝1600m（良） | 1.33.4 (34.0)     | 1.0       | ジョーカプチーノ       |
|        | 5.     | 31     | 東京   | 東京優駿     | JpnI   | 18   | 4    | 8    | 38.1            | （11人）        | 15着 | 藤田伸二 | 57   | 芝2400m（不） | 2.37.8 (42.0)     | 4.1       | ロジユニヴァース       |
|        | 9.     | 12     | 阪神   | 朝日CC       | GIII   | 16   | 6    | 11   | 11.6            | （4人）         | 2着  | 藤田伸二 | 53   | 芝2000m（稍） | 2:00.0 (33.7)     | 0.0       | キャプテントゥーレ     |
|        | 10.    | 25     | 京都   | 菊花賞       | JpnI   | 18   | 8    | 18   | 23.1            | （9人）         | 16着 | 藤田伸二 | 57   | 芝3000m（良） | 3:06.3 (37.4)     | 2.8       | スリーロールス         |
| 2010   | 10.    | 23     | 東京   | 富士S        | GIII   | 17   | 4    | 8    | 26.9            | （9人）         | 5着  | 内田博幸 | 56   | 芝1600m（良） | 1:33.1 (34.0)     | 0.3       | ダノンヨーヨー         |

## 種牡馬時代
引退後は、日高町のオリオンファームで種牡馬となった。
2014年10月14日、門別競馬第2競走・2歳未勝利で、トリックショットが産駒の初勝利をあげた。
2020年12月1日付で用途変更、種牡馬を引退。白井牧場へ移動し、2021年から引退名馬繋養展示事業の対象馬となっている。

### 主な産駒
- 2015年産
  - ロードアクシス（ラジオ日本賞2着）

## 血統表
| ブレイクランアウトの血統ミスタープロスペクター系 / Northern Dancer 5×5=6.25% Bold Ruler 5×5=6.25% | ブレイクランアウトの血統ミスタープロスペクター系 / Northern Dancer 5×5=6.25% Bold Ruler 5×5=6.25% | ブレイクランアウトの血統ミスタープロスペクター系 / Northern Dancer 5×5=6.25% Bold Ruler 5×5=6.25% | （血統表の出典）        | （血統表の出典） |
| 父 Smart Strike 1992                                                                              | 父の父Mr. Prospector 1970                                                                         | Raise a Native                                                                                    | Native Dancer           | Native Dancer    |
| 父 Smart Strike 1992                                                                              | 父の父Mr. Prospector 1970                                                                         | Raise a Native                                                                                    | Raise You               |                  |
| 父 Smart Strike 1992                                                                              | 父の父Mr. Prospector 1970                                                                         | Gold Digger                                                                                       | Nashua                  | Nashua           |
| 父 Smart Strike 1992                                                                              | 父の父Mr. Prospector 1970                                                                         | Gold Digger                                                                                       | Sequence                |                  |
| 父 Smart Strike 1992                                                                              | 父の母Classy'n Smart 1981                                                                         | Smarten                                                                                           | Cyane                   | Cyane            |
| 父 Smart Strike 1992                                                                              | 父の母Classy'n Smart 1981                                                                         | Smarten                                                                                           | Smartaire               |                  |
| 父 Smart Strike 1992                                                                              | 父の母Classy'n Smart 1981                                                                         | No Class                                                                                          | Nodouble                | Nodouble         |
| 父 Smart Strike 1992                                                                              | 父の母Classy'n Smart 1981                                                                         | No Class                                                                                          | Classy Quillo           |                  |
| 母 *キュー Queue 1997 栗毛                                                                        | 母の父*フレンチデピュティ French Deputy 1992 栗毛                                                 | Deputy Minister                                                                                   | Vice Regent             | Vice Regent      |
| 母 *キュー Queue 1997 栗毛                                                                        | 母の父*フレンチデピュティ French Deputy 1992 栗毛                                                 | Deputy Minister                                                                                   | Mint Copy               |                  |
| 母 *キュー Queue 1997 栗毛                                                                        | 母の父*フレンチデピュティ French Deputy 1992 栗毛                                                 | Mitterand                                                                                         | Hold Your Peace         | Hold Your Peace  |
| 母 *キュー Queue 1997 栗毛                                                                        | 母の父*フレンチデピュティ French Deputy 1992 栗毛                                                 | Mitterand                                                                                         | Laredo Lass             |                  |
| 母 *キュー Queue 1997 栗毛                                                                        | 母の母P J Floral 1989                                                                             | Baldski                                                                                           | Nijinsky                | Nijinsky         |
| 母 *キュー Queue 1997 栗毛                                                                        | 母の母P J Floral 1989                                                                             | Baldski                                                                                           | Too Bald                |                  |
| 母 *キュー Queue 1997 栗毛                                                                        | 母の母P J Floral 1989                                                                             | Peroxide Princess                                                                                 | What a Pleasure         | What a Pleasure  |
| 母 *キュー Queue 1997 栗毛                                                                        | 母の母P J Floral 1989                                                                             | Peroxide Princess                                                                                 | Shanghai Mary F-No.19-b |                  |

- 甥に2017年京成杯オータムハンデキャップ勝ち馬のグランシルクがいる。